# Rudolf Moest
Rudolf Moest (22. April 1872 in Karlsruhe – 28. April 1919 in Wien) war ein deutscher Opernsänger (Bass, Bariton).

## Leben
Schon im jugendlichen Alter wurde man auf die Stimme Moests, der Sohn des Bildhauers Karl Friedrich Moest, aufmerksam, und war es zuerst Carl Speigler und später Fritz Plank, die ihn auf die Bühne wiesen. Er nahm Unterricht bei Carl Hermann und Franz Krückl und begann 1882 seine Bühnenlaufbahn in Straßburg, wo er als „Ruggiero“ in Jüdin debütierte und vier Jahre verblieb. 1896 trat er in den Verband des Hoftheaters in Hannover, dem er bis 1914 angehörte.
1900 absolvierte er im Juni ein Gastspiel am Opernhaus Frankfurt und im November am Hoftheater in Wien. 1909 war er „König Heinrich“ im Lohengrin und „Titurel“ im Parsifal bei den Bayreuther Festspielen. 1914 ging er an die Hofoper in Wien, wo er als „Hans Sachs“ in den Meistersingern großen Erfolg hatte. Gastspiele brachten ihn ans Hoftheater Karlsruhe (1902), an die Berliner Hofoper (1903–1910), nach Köln (1905–1908), nach von Dresden (1906), München und Stuttgart, an das Deutsche Theater Prag (1907, 1909) und Weimar.
An seinem Todestag sang er noch in Wien.
Rudolf Moest hinterließ Schallplatten auf Gramophone (Hannover 1908), Odeon (Berlin 1910), Pathé (Berlin 1910), Anker (Berlin 1914, hier Gurnemanz in Szenen aus Parsifal) und Parlophon (Berlin 1914).
Moests Brüder waren der Maler Hermann Moest und der Schauspieler Friedrich Moest.